# 1987 (album)
1987 – debiutancki album grupy Deuter, wydany w roku 1988 nakładem wytwórni Polskie Nagrania „Muza”. 1987 nagrano w Studio RSC w Rzeszowie w lipcu i grudniu 1987 roku. Materiał do płyty przygotowano w warszawskim studiu Hybrydy. Do albumu trafił utwór „Nie ma ciszy w bloku”, który jest uważany za pierwszy rapowy utwór w Polsce.

## Lista utworów
| Strona A | Strona A                       | Strona A |
| Nr       | Tytuł utworu                   | Długość  |
| -------- | ------------------------------ | -------- |
| 1.       | „Piosenka o mojej generacji”   | 4:02     |
| 2.       | „Jak długo będą gadać bzdury…” | 4:08     |
| 3.       | „Co to jest za czas”           | 3:58     |
| 4.       | „Czekać na światła blask”      | 3:32     |
| 5.       | „Cały świat…”                  | 4:05     |
|          |                                | 19:45    |

| Strona B | Strona B               | Strona B |
| Nr       | Tytuł utworu           | Długość  |
| -------- | ---------------------- | -------- |
| 1.       | „Totalna destrukcja”   | 2:04     |
| 2.       | „Nie ma ciszy w bloku” | 1:58     |
| 3.       | „Droga wojownika”      | 3:14     |
| 4.       | „Urodzony na nowo”     | 3:39     |
| 5.       | „Dziecięce uczucia”    | 2:37     |
| 6.       | „My trwamy…”           | 3:09     |
|          |                        | 16:41    |

## Twórcy
źródło:
- Paweł „Kelner” Rozwadowski – śpiew
- Beata Pater – śpiew
- Tadeusz Kaczorowski – gitara basowa
- Piotr „Samohut” Subotkiewicz – klawisze
- Piotr „Fala” Falkowski – perkusja
- Piotr „Czombe” Dubiel – gitara (1)
- Robert Brylewski – gitara (5, 7)
- Leszek Dziarek – programowanie automatu perkusyjnego
- Andrzej Szczypek, Kazimierz Sikorski – realizacja nagrań
- Paweł Kelner – projekt graficzny
- Bogusław Radziak, Andrzej Szczypek – montaż